# Boom (cântec)
Boom este un cântec al artistei americane Anastacia, lansat doar în Europa și Asia. Acesta face parte de pe ediția de colecție a albumului Freak Of Nature și este imnul oficial al competiției sportive 2002 FIFA World Cup (Campionatul Mondial de Fotbal, ediția 2002). Single-ul și-a făcut loc în clasamentele oficiale ale unor țări din Europa, ajungând în top 10 în câtea țări.

## Formate
- Australian single

1. "Boom" [Album Version] 3:19
2. "Boom" [M*A*S*H Radio Mix] 3:04
3. "Boom" [Thunderpuss Radio Mix] 3:23
4. "Boom" [M*A*S*H Master Mix] 6:54
5. "Boom" [Thunderpuss Club Mix] 10:52

- Australian promo single

1. "Boom" [Album Version] 3:19
2. "Boom" [M*A*S*H Radio Mix] 3:04
3. "Boom" [Thunderpuss Radio Mix] 3:23

- European CD 1

1. "Boom" [Album Version] 3:19
2. "Boom" [Almighty Radio Edit] 4:03
3. "Boom" [M*A*S*H Radio Mix] 3:04
4. "Boom" [Thunderpuss Club Mix] 10:52
5. "Boom" [Enhanced Video]

- European CD 2

1. "Boom" [Album Version] 3:19
2. "Boom" [Almighty Radio Edit] 4:03
3. "Boom" [M*A*S*H Radio Mix] 3:04
4. "Boom" [M*A*S*H #2 Radio Mix}
5. "Boom" [Thunderpuss Club Mix] 10:52

- German single

1. "Boom" [Album Version] 3:19
2. "Boom" [Almighty Radio Edit] 4:03
3. "Boom" [M*A*S*H Radio Mix] 3:04
4. "Boom" [Thunderpuss Club Mix] 10:52
5. "Boom" [Video]

- Japanese CD single

1. "Boom" [Album Version] 3:19
2. "Paid My Dues" [Album Version] 3:22

- Singapore promo single (Includes enhanced CD-ROM section)

1. "Boom" [Album Version] 3:19
2. "One Day In Your Life" [Album Version] 3:29
3. "Charged Up" (Performed by Leon Lai)

- UK CD single

1. "Boom" [Album Version] 3:19
2. "Boom" [M*A*S*H Master Mix] 6:54
3. "Boom" [M*A*S*H Club Mix]
4. "Boom" [Video]

- UK promo single

1. "Boom" [Album Version] 3:19
2. "Boom" [Almighty Radio Edit] 4:03

- UK 12" promo single (M*A*S*H Mixes)

1. "Boom" [M*A*S*H Master Mix] 6:54
2. "Boom" [M*A*S*H Club Mix]

- UK 12" promo single (Mixes)

1. "Boom" [Almighty Mix]
2. "Boom" [Thunderpuss Club Mix] 10:52

- UK 12" double promo single

Disc 1
1. "Boom" [M*A*S*H Master Mix] 6:54
2. "Boom" [M*A*S*H Club Mix]

Disc 2
1. "Boom" [Almighty Mix]
2. "Boom" [Thunderpuss Club Mix] 10:52

## Clasamente
| Clasament                         | Poziția Maximă |
| --------------------------------- | -------------- |
| Australia Top 40                  | 23             |
| Austria Top 40                    | 37             |
| Belgium Singles Ultratop 50 Chart | 6              |
| Netherlands Top 40                | 40             |
| Finland Top 20                    | 19             |
| German Top 40                     | 35             |
| Greece Top 20                     | 19             |
| Italian Singles Chart             | 10             |
| Portugal Top 20                   | 6              |
| Spain Top 20                      | 14             |
| Swedish Singles Chart             | 7              |
| Swiss Singles Chart               | 10             |
| United World Chart                | 35             |